# Schistophila laurocistella
Schistophila laurocistella is een vlinder uit de familie tastermotten (Gelechiidae). De wetenschappelijke naam is voor het eerst geldig gepubliceerd in 1899 door Chretien.
De soort komt voor in Europa.